# Harm Ottenbros
Harmen Ottenbros, detto Harm (Alkmaar, 27 giugno 1943 – Strijen, 4 maggio 2022), è stato un ciclista su strada e pistard olandese.
Professionista dal 1967 al 1976, si aggiudicò il titolo iridato ai campionati del mondo su strada 1969 di Zolder.

## Carriera
Nel 1967, al suo primo anno da professionista, riuscì subito a conquistare un successo aggiudicandosi una tappa del Tour de Suisse; nella stessa stagione prese parte anche al suo primo e unico Giro d'Italia, che non concluse, ma dove ottenne alcuni piazzamenti, fra cui due secondi posti nella tredicesima e quindicesima tappa e un terzo posto nella decima. Fu inoltre settimo nel campionato nazionale in linea.
L'anno successivo ottenne diversi successi, fra i quali ancora una tappa al Tour de Suisse, e prese parte al Tour de France dove ottenne diversi piazzamenti nei primi dieci nelle varie tappe; ai campionati nazionali chiuse al secondo posto e fu convocato per i mondiali di Imola, nei quali si ritirò.
Nel 1969 vinse una tappa e la classifica a punti del Giro del Belgio e partecipò sia al Tour de France che alla Vuelta a España dove, pur piazzandosi spesso, non ottenne vittorie; fu anche settimo nella Gand-Wevelgem, suo miglior risultato in una classica.
Fu nuovamente convocato per i mondiali, dove riuscì a battere Julien Stevens al fotofinish conquistando la maglia iridata, approfittando anche della condotta scriteriata dei favoriti Eddy Merckx e Rik Van Looy che si marcarono annullandosi a vicenda e della foga di Michele Dancelli.
Con la maglia iridata riuscì anche a togliersi la soddisfazione di vincere una corsa, con il successo in una tappa del Tour de Luxembourg. Dopo questa stagione non ottenne più risultati di prestigio, se non nei campionati olandesi, nei quali fu sesto nel 1972, quinto nel 1974 e quarto nel 1975. Continuò comunque ad aggiudicarsi numerosi successi in kermesse e criterium.
Alternativamente all'attività su strada, Ottenbros corse anche su pista dove però non ottenne risultati particolarmente rilevanti: un settimo posto nella Sei giorni di Münster, settimo in quella di Zurigo nel 1969, ottavo posto a Colonia nel 1970 e in quella di Groningen nel 1972.

## Palmarès
- 1962 (dilettanti)

Dorpenomloop Drenthe
- 1967

5ª tappa Tour de Suisse
- 1968

Flèche des polders
3ª tappa, 2ª semitappa Tour de Suisse
6ª tappa, 2ª semitappa Tour of the South West
8ª tappa Tour of the South West
- 1969

Campionati del mondo, Prova in linea
Flèche des polders
2ª tappa 1ª semitappa Giro del Belgio
- 1970

2ª tappa Tour de Luxembourg
- 1972

Grand Prix Stad Vilvoorde

### Altri successi
- 1965 (dilettanti)

Criterium di Leiderdorp
- 1966 (dilettanti)

Criterium di Hulst
Premio Wielersport
- 1967

Criterium di Goirle
- 1968

Ronde van Made
Criterium di Sint-Amandsberg
Criterium di Polderpijl
Criterium di Stabroek
- 1969

Classifica a punti Giro del Belgio
Criterium di Arras
Criterium di Villeneuve
Criterium di Polderpijl
Criterium di Enter
1971
Criterium di Kruiningen
Kermesse di Borgerhout
- 1972

Criterium di Valkenswaard
Criterium di Kruiningen
Criterium di Antwerpen
Criterium di Gouda
Criterium di Breda
Criterium di Woensdrecht
Criterium di Sheveningen
Kermesse di Borgerhout
- 1973

Criterium di Rijen
- 1974

Criterium di Kamerik
Criterium di Galder
- 1975

Criterium di Biervilt
Criterium di Hansweert
- 1976

Criterium di 's heerenhoek
Criterium di Galder

## Piazzamenti

### Grandi Giri
- Tour de France

1968: ritirato
1969: 78º
1970: 78º
- Giro d'Italia

1967: ritirato
- Vuelta a España

1969: 38º

### Classiche monumento
- Milano-Sanremo

1968: 22º
1970: ritirato
- Giro delle Fiandre

1968: 45º
1974: 57º

### Competizioni mondiali
- Campionati del mondo

Imola 1968 - In linea: ritirato
Zolder 1969 - In linea: vincitore
Leicester 1970 - In linea: 20º
Gap 1972 - In linea: ritirato